# Cucullia convexipennis
Cucullia convexipennis is een nachtvlinder uit de familie van de uilen, de Noctuidae.
De voorvleugellengte van de vlinder bedraagt 19 tot 23 millimeter. De soort komt voor in het noordwesten van de Verenigde Staten en het aangrenzende deel van Canada. De rups gebruikt soorten aster en guldenroede en ook Callistephus chinensis als waardplanten. De vliegtijd is van mei tot september. De rupsen leven in het najaar, eten eerst van de bladeren en later van de bloemen van de waardplant. De soort overwintert als pop.